# HAPPY SONGS
『HAPPY SONGS』（ハッピーソングス）は、日本のギタリスト、真島昌利の2枚目のソロ・アルバム。1991年4月10日発売。発売元はメルダック。

## 概要
発売時はTHE BLUE HEARTSに在籍。

## 収録曲
特記以外全作詞・作曲：真島昌利
1. オーロラの夜（5:47）[1]
2. 砂丘（2:45）[1]
3. 休日の夢（4:35）[1]
4. 朝（3:12）[1]
5. ホープ（5:22）[1]
6. 夜空の星くず（5:25）[1]
7. ダイナマイトが150屯（2:53）[1]
作詞：関沢新一・作曲：船村徹
小林旭のカバー。
甲斐バンドも過去にカバー。
8. サンフランシスコの夜はふけて（4:38）[1]
甲本ヒロトがブルースハープで参加している。
9. とても寒い日（4:20）[1]
10. 2人でいれば（4:39）[1]
11. ガソリンアレイ（4:27）[1]
作詞・作曲：ロッド・スチュワート,ロン・ウッド
日本語詞：浅川マキ
ロッド・スチュワートのカバー。浅川マキによる日本語詞で歌われている。
12. HAPPY SONG（3:35）[1]